# It Winkeltsje

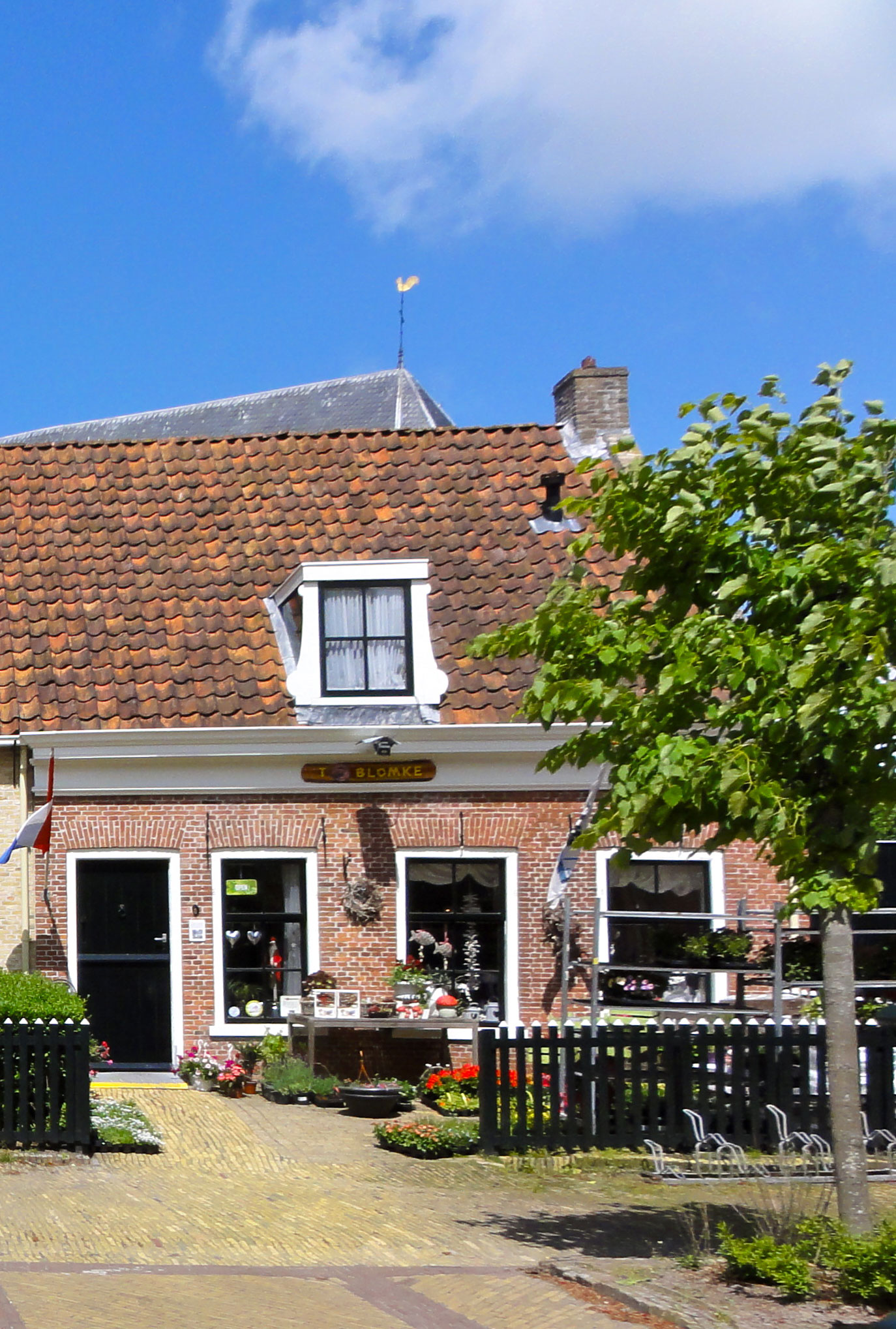
It Winkeltsje aan het Vrijhof 9 in Ferwerd

It Winkeltsje is een monumentaal pand aan het Vrijhof 9 in de Friese plaats Ferwerd en dateert vermoedelijk uit de 17e eeuw.

## Geschiedenis
Hoewel aan de oostzijde van de woning bij de schoorsteen het jaartal 1802 is aangebracht dateert It Winkeltsje vermoedelijk uit de 17e eeuw. Het jaartal heeft betrekking op een herstel van de bovenmuur in dit jaar. Het grootste gedeelte van de 19e en van de 20e eeuw is er een winkeltje in het pand gevestigd geweest. Een van de winkeliersters was de dochter van de kastelein van "Het Wapen van Ferwerderadeel". In de 20e eeuw heeft pand enige tijd dienstgedaan als woonhuis, maar in het begin van de 21e eeuw heeft het pand zijn bestemming als winkelpand weer teruggekregen. De woning vormt een geheel met de naastgelegen panden Vrijhof 7 en Vrijhof 8. De drie dwarse eenlaagspanden onder een zadeldak vormen gezamenlijk de noordwestelijke wand van het Vrijhof in Ferwerd, met de aan de westzijde een poort als toegang naar het kerkterrein.
Het pand is erkend als rijksmonument.

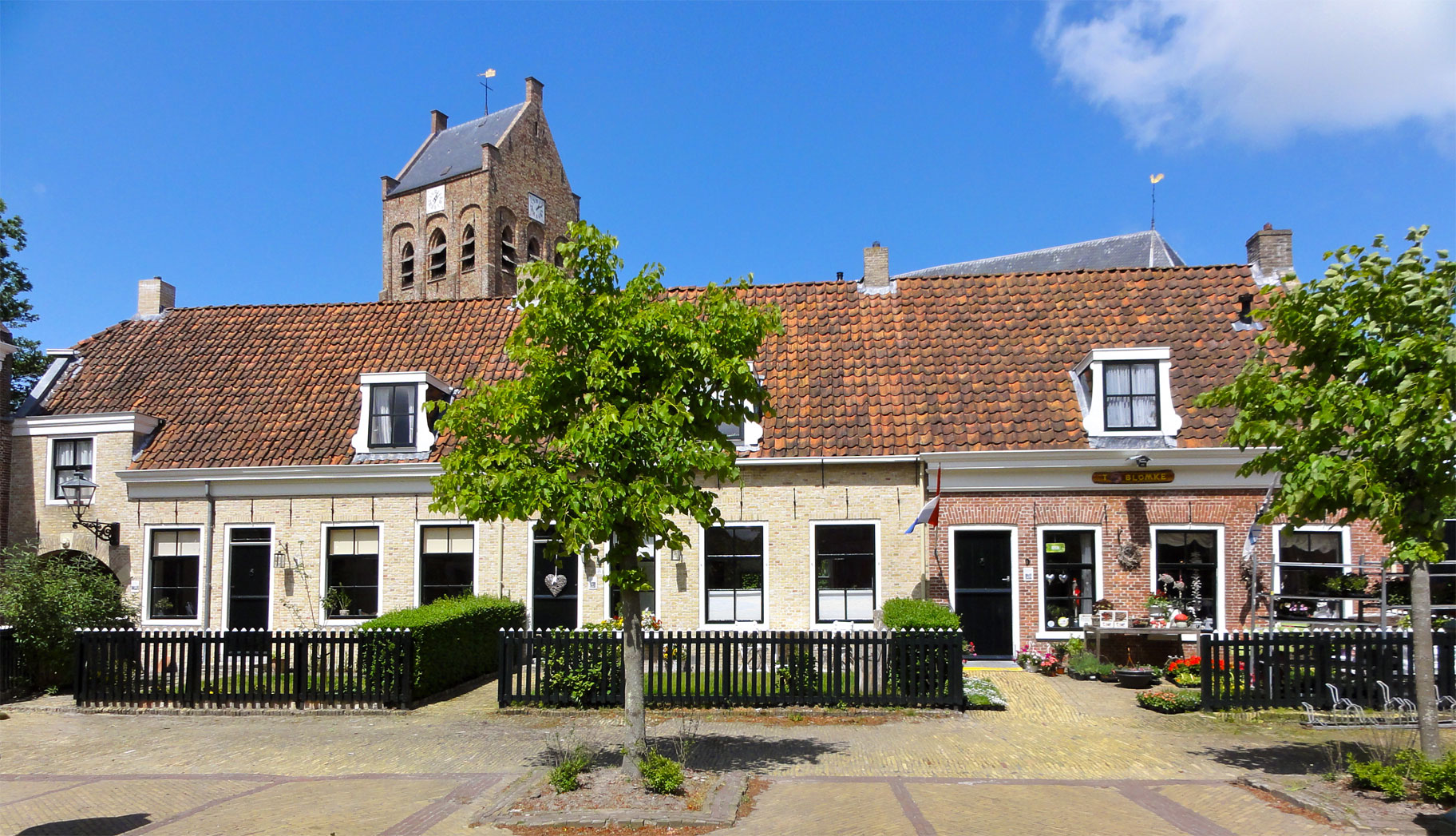
De noordwestelijke wand van het Vrijhof in Ferwerd gevormd door de panden Vrijhof 7, 8 en 9